# Hasij
Hasij je kemični element, ki ima v periodnem sistemu simbol Hs in atomsko število 108.